# شرکت سپیده ماهان
سپیده ماهان نام شرکتی تجاری است که محصولاتی از قبیل کرم حلزون، تن‌تاک، پرفکت استپس، بستهٔ زبان بدون توقف و بستهٔ آموزشی بالابالا را عرضه کرده است.

## کرم حلزون
تبلیغات تلویزیونی ۲۸ میلیارد تومانی کرم حلزون در صدا و سیمای جمهوری اسلامی ایران که به سفارش این شرکت و تولید شرکت «پالیز طب شرق» بوده و توقف این تبلیغات پوشش خبری زیادی بین رسانه‌های فارسی‌زبان داشت که تبلیغات تلویزیونی آن جایگزین محصول دیگری برای جلوگیری از ریزش مو شد. وزارت بهداشت، درمان و آموزش پزشکی خواستار توقف فوری پخش تبلیغات تلویزیونی این محصول تقلبی، و جلوگیری از پخش کرم حلزون توسط شرکت‌های توزیع دارو و عودت آن شده بود.

## محصولات
محصولات ارائه‌شده توسط این شرکت پوشش تبلیغاتی گسترده‌ای از طریق صدا و سیمای جمهوری اسلامی ایران و کانال‌های ماهواره‌ای فارسی‌زبان داشته است که فهرستی از این محصولات در اینجا آمده است:
- کرم بهداشتی حلزون
- دستگاه دراز و نشست تن‌تاک
- کفش تن‌تاک
- کفش پرفکت استپس
- کباب‌پز
- چاقو
- جارو شارژی
- بستهٔ زبان بدون توقف
- بستهٔ آموزشی بالا بالا
- روغن شتر مرغ
- بستهٔ جلوگیری از ریزش مو

## حواشی
در تاریخ ۸ تیرماه ۱۳۹۲، بازرسان اداره کل نظارت بر مواد آرایشی وزارت بهداشت از کارخانه «پالیز طب شرق» در کرج، مکانی که «کرم حلزون و نیو تودی» که با سفارش شرکت «سپیده ماهان» تولید می‌شد بازدید کردند و متوجه شدند مواد اولیه «عصاره حلزون» و ماده «الانتویین» در انبار یا خط تولید کارخانه وجود ندارد. همچنین از اداره بهداشتی آرایشی دانشگاه علوم پزشکی کرج بازرسی به عمل آمد و آنجا نیز مدارکی برای اثبات ساخت و آزمایش‌های کنترلی چنین محصولی یافت نشد آن هم درحالی‌که این شرکت بیش از ۱۰۰ میلیارد تومان در سال از ارائه این محصول تقلبی درآمد داشت. همچنین مشخص شد کفش تن‌تاک همان کفش چینی پرفکت استپس است درحالی‌که شرکت قصد داشت با تغییرِ نام خریداران این کفش را فریب دهد.